# Jack-O
Jack-O (w Europie znany także pt. Jack O'Lantern) – film fabularny (horror z podgatunku slasher) produkcji amerykańskiej, nakręcony w 1993 roku, jednak wydany dwa lata później.

## Fabuła
Rodzina Kelly mieszka w fikcyjnym miasteczku Oakmoor Crossing, tuż przed i podczas Halloween. Rodzina, składająca się z ojca Davida, matki Lindy i syna Seana, prowadzi normalne życie na przedmieściach. W pewnym momencie odwiedza ich nieznajoma, która przedstawia się jako Vivian Machen. Zarówno Machenowie, jak i Kelly mają długą historię przodków w Oakmoor Crossing, a Vivian ujawnia, że jeden z przodków Kelly'ego powiesił rzekomego czarnoksiężnika o imieniu Walter Machen. Walter później podniósł dyniowego stracha na wróble o imieniu Jack-O z piekła, aby zemścić się na jego potomkach. Przodek Kelly zakopał potwora w płytkim grobie. Ale poprzez wybryki kilku nastolatków Jack-O zostaje ponownie wskrzeszony i szuka zemsty na rodzinie Kellly.

## Obsada
- Linnea Quigley – Carolyn Miller
- Maddisen K. Krown (w czołówce jako Rebecca Wicks) – Linda Kelly
- Gary Doles – David Kelly
- Ryan Latshaw – Sean/David Kelly
- Catherine Walsh – Vivian Machen
- Rachel Carter – Julie Miller
- Tom Ferda – Jim
- Bill Cross – Richard Watson
- Helen Keeling – Amanda Watson
- Thor Schweigerath – Robbie